# 浜名湖花博2014
浜名湖花博2014 〜花と緑の祭典〜（はまなこ はなはく 2014 はなとみどりのさいてん）は、『浜名湖花博10周年事業・第31回全国都市緑化しずおかフェア』の愛称である。静岡県浜松市西区 (現：中央区) の浜名湖ガーデンパークとはままつフラワーパークの2会場で開催された。

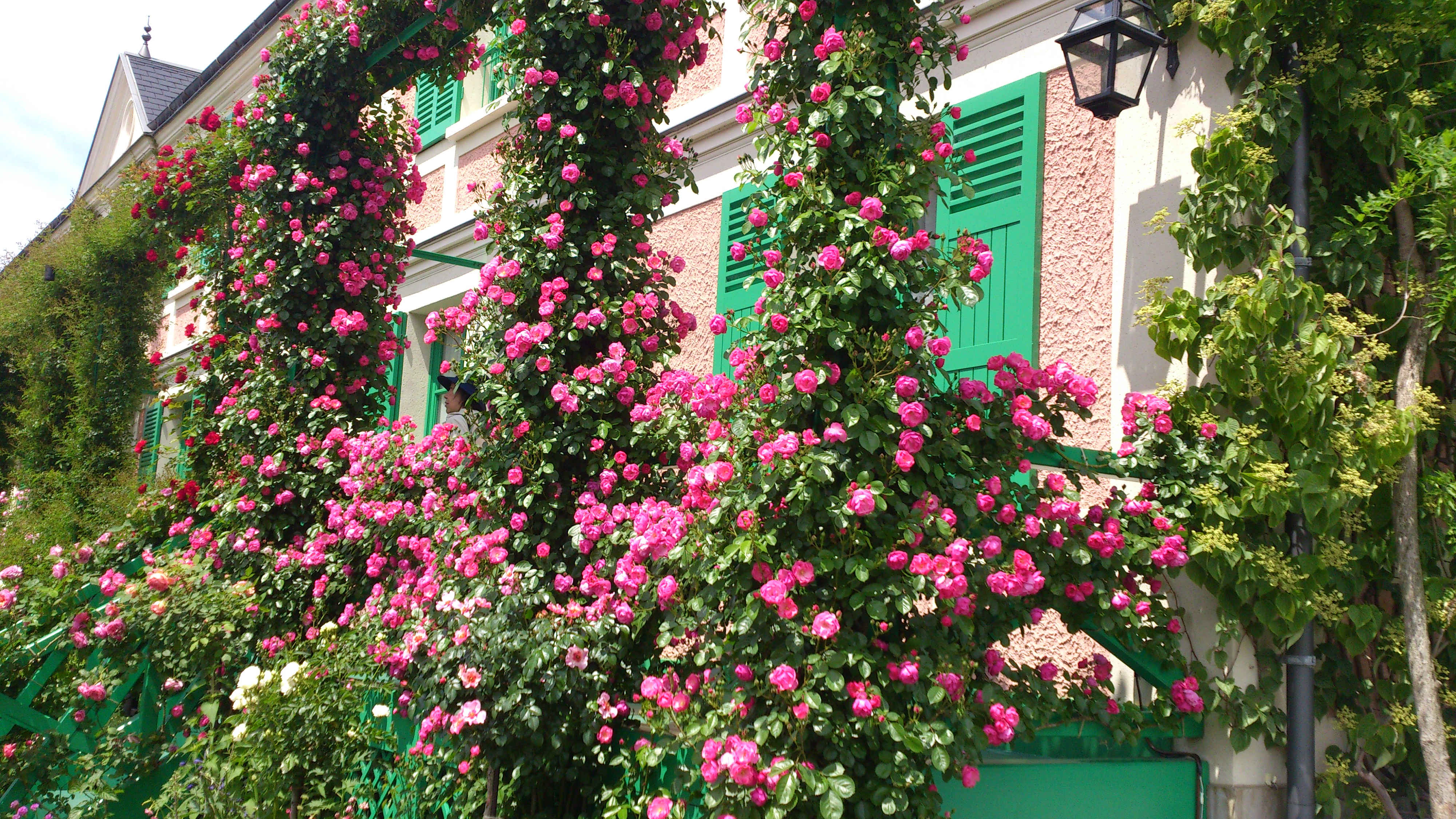
浜名湖ガーデンパーク会場「花美の庭」

## 概要
浜名湖花博10周年事業と第31回全国都市緑化しずおかフェアの同時開催として行われた。事業は静岡県が主体となっている。
テーマ
- 花と緑のオーケストラ 〜水辺で奏でる未来の暮らし〜

運営主体
- 浜名湖花博10周年記念事業・第31回全国都市緑化しずおかフェア実行委員会

公式キャラクター
- 「のたね」と仲間たち

## 浜名湖ガーデンパーク会場
- 会場：浜名湖ガーデンパーク
- 会期：2014年4月5日 - 6月15日

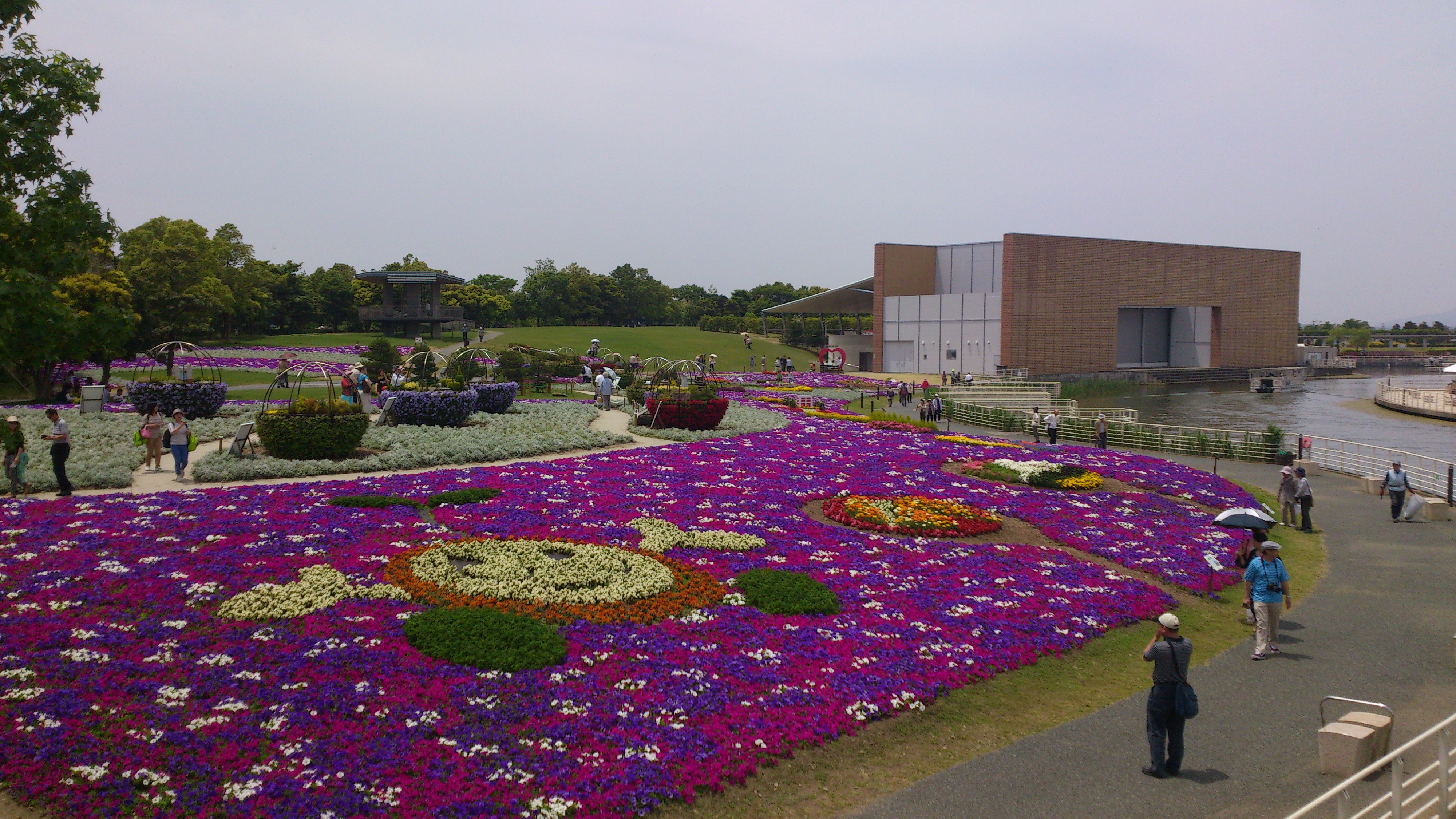
浜名湖ガーデンパーク会場「花銀河」（2014年5月20日撮影）上段の写真とは逆方向から撮影

- 交通アクセスは既存のものを増強しているほか、水上交通も実施されている。
  - 遠州鉄道路線バス、舞阪駅よりシャトルバス
  - 有料駐車場4,000台（常設1,400台、臨時2,600台）[1]
  - 水上交通：弁天島遊船組合が運航
    - JR弁天島駅より南徒歩5分　弁天島海浜公園内船着き場発着。
- メインキャラクター：のたね
- 植物:2,000品種100万株。

### 浜名湖花博2014に合わせて追加された主な展示・施設
- 花銀河
- 特別展示Togenkyo
- しずおかガーデン 彩園 (Saien)
- 花みどりアート回廊
- 出展庭園（暮らしの中の庭、魅せる庭、にぎわいの庭）
- クスノキのおしゃれ並木
- マーガレットの小路
- のたねフードコート
- 公式記念品売店

パビリオン（屋内展示）は次の2つである。
- 徳川園芸館
  - 浜名湖花博の「昭和天皇記念館」の建物で江戸時代の園芸に関する展示を行う。
- 花みどり創造館
  - 浜名湖花博の「庭文化創造館」の建物を使い、季節の花をテーブルで飾る「彩ダイニング」や花・みどりをテーマにした作品を展示する。

特別屋内展示（5月6日まで展示）
- 青い胡蝶蘭
  - 千葉大学が遺伝子組換により研究開発した青い胡蝶蘭を展示
- 青いバラ
  - サントリーフラワーズが研究開発した青いバラを展示

## はままつフラワーパーク会場
- 会場：浜松市フラワーパーク

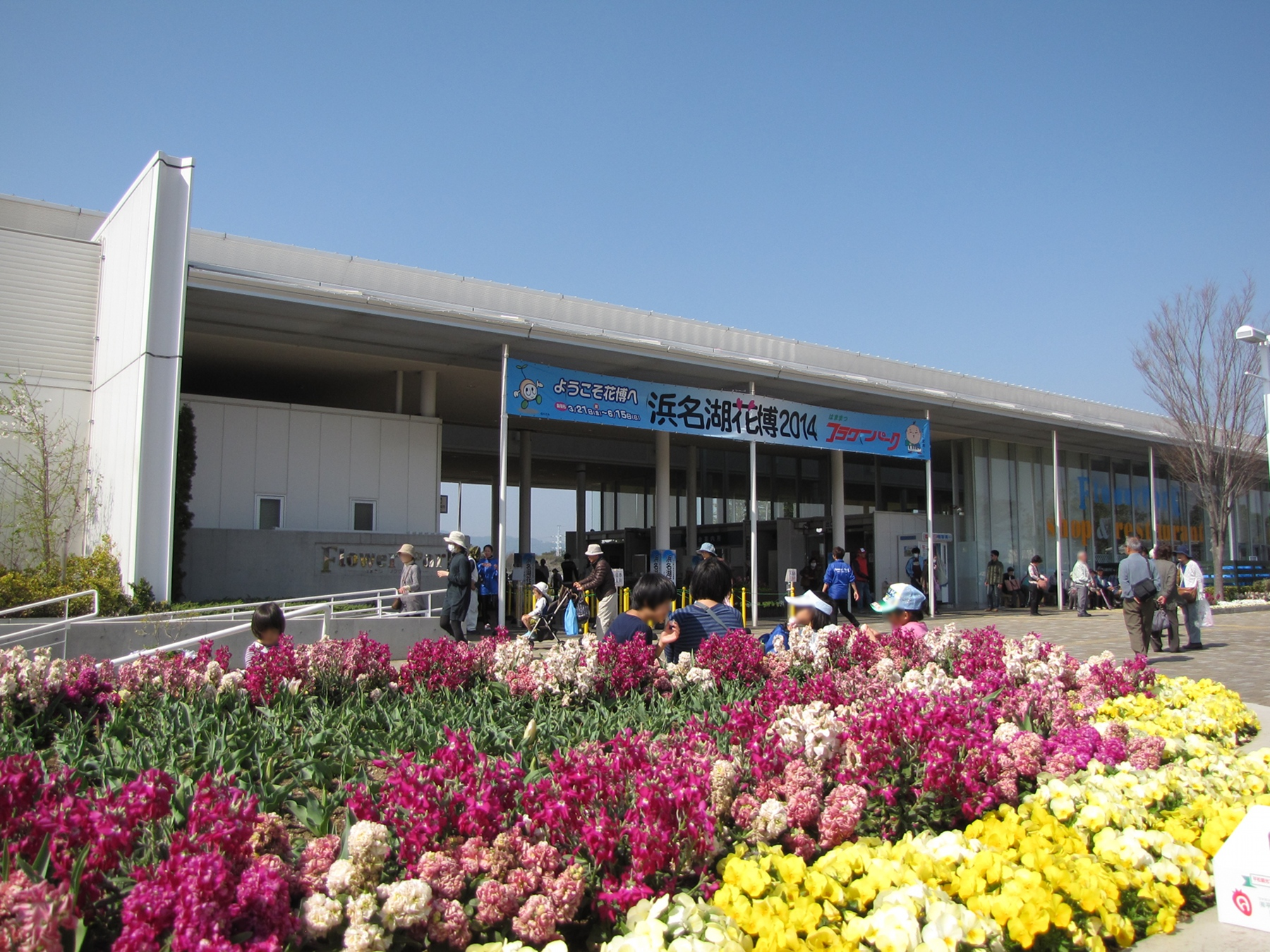
はままつフラワーパーク会場正面ゲート

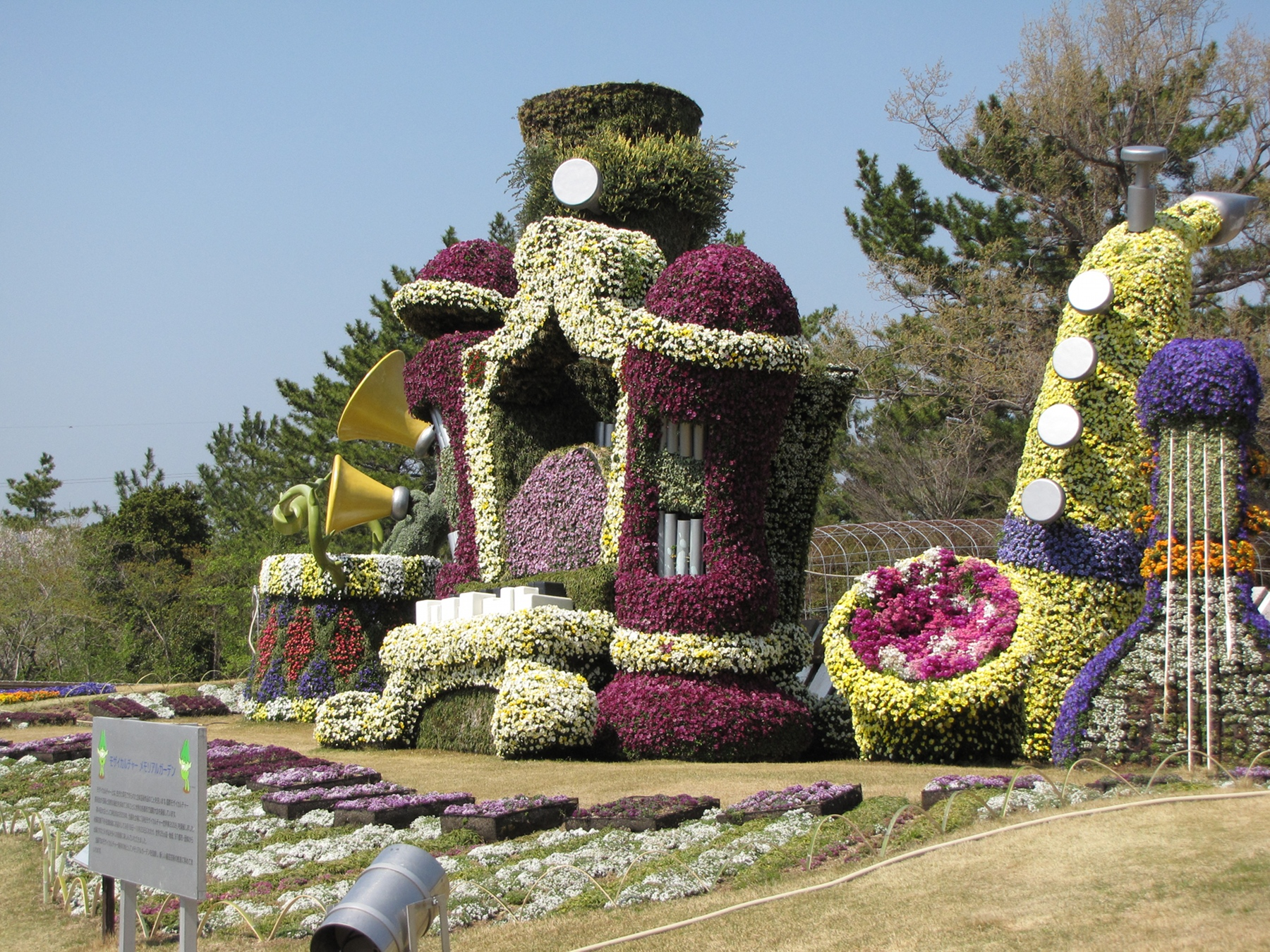
はままつフラワーパーク会場展示。モザイカルチャーメモリアルガーデン

- 会期：2014年3月20日 - 6月15日
- 交通アクセスは基本的に既存の内容である
  - 遠州鉄道路線バス
  - 有料駐車場
- メインキャラクター：出世大名家康くん[要出典]
- 植物：3,000種類

### 浜名湖花博2014に合わせて追加された主な展示・施設
- スマイルガーデン
  - 藤と150mのWボーダーガーデン「吉谷桂子の花の世界」
- 特別屋内展示
  - ヒマラヤの青いケシ
  - 富士山をイメージした青いコチョウラン
    - 染色された「ブルーエレガンス」というコチョウラン（愛知県豊橋市の松浦園芸が制作し、浜松市中区の花美園が寄贈）[2]
      - この展示の周辺には「染色された青色」という記載や説明がされておらず、浜名湖ガーデンパークで特別展示されていた千葉大学研究開発の「青い胡蝶蘭」と誤認する者も少なくない。

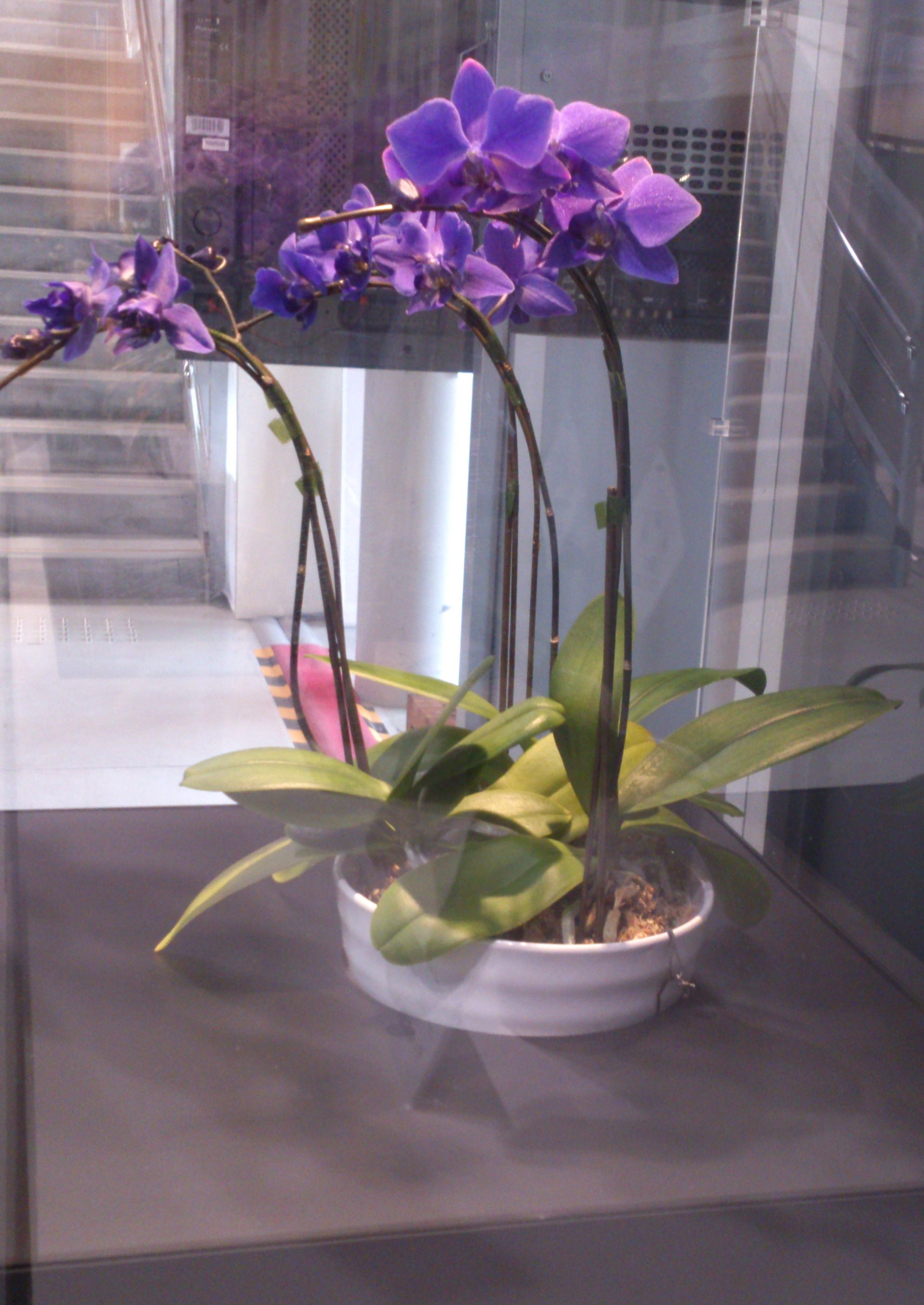
浜名湖ガーデンパーク会場で展示されていた青い胡蝶蘭（千葉大学が研究開発）

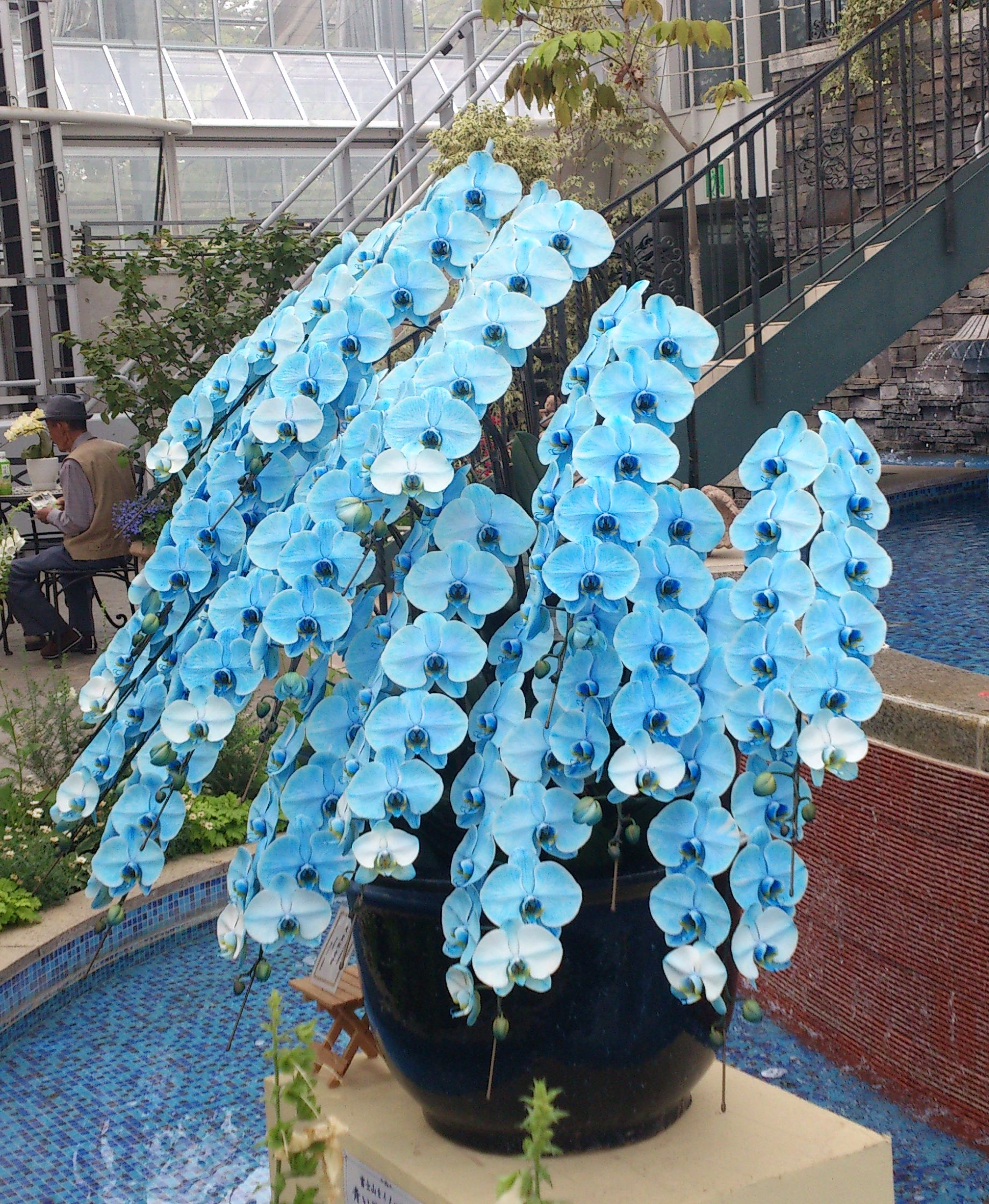
はままつフラワーパーク会場で展示されていた富士山をイメージしたコチョウラン（染色）

## 入場者数
- 開幕13日目の4月2日に10万人、4月9日に20万人、4月16日に30万人を達成している[3]。
- 5月1日に50万人、5月12日に70万人を突破した[4]。
- 開幕58日目の5月17日に目標としていた80万人を突破した。会場別内訳は両会場概ね40万人ずつ。80万人目は家族9人で訪れていた長野県の30代の男性[5]。
- 開幕70日目の5月29日に100万人を突破した。100万人目は夫婦で訪れていた焼津市の女性[6]。
- 87日間の会期中の総入場者数は129万3289人。2会場の内訳は、ガーデンパーク会場が69万3194人、フラワーパーク会場が60万0095人であった[7]。